# Трейси (циклон)
Циклон Трейси (англ. Cyclone Tracy) — разрушительный тропический циклон, который под Рождество 1974 года практически уничтожил город Дарвин, Австралия.
Циклон Трейси был самым компактным (диаметр ветров силы тропического шторма 48 км) за всю историю наблюдений до Сезона атлантических ураганов 2008 года, когда образовался шторм Марко с диаметром 19 км; Трейси также является самым разрушительным в Австралийском регионе. Циклону Трейси был присвоен третий уровень разрушительности по шкале ураганов Саффира — Симпсона.
Во время удара циклона погиб 71 человек, был нанесён ущерб в 837 млн. австралийских долларов. В городе Дарвин было уничтожено 70% всех построек, 80% из них — жилые дома. 41 000 из 47 000 человек остались без крыши над головой. Более 30 000 человек было эвакуировано. Большинство жителей было эвакуировано в Аделаиду, Уайалла, Алис-Спрингс и Сидней. После циклона город был восстановлен с использованием самых передовых технологий, однако многие так и не смогли психологически пересилить себя и вернуться обратно.

## Хронология событий
20 декабря 1974 года американский метеорологический спутник ESSA-8 зафиксировал образование большого массива облаков в Арафурском море на расстоянии около 370 км от города Дарвин.
21 декабря 1974 года спутник зафиксировал спиральные завихрения воздуха с координатами центра 8° южной широты 135° восточной долготы. Метеорологическая служба, изучив информацию со спутника оценила угрозу, как низкую.
В тот же вечер были получены инфракрасные снимки со спутника Национального управления океанических и атмосферных исследований NOAA-4, свидетельствовавшие об образовании мощных спиральных воздушных потоков. Трейси находился всего в 200 км от мыса Дон (700 км к северо-востоку от Дарвина), когда стало ясно, что это не просто шторм, а сильнейший тропический циклон.
В течение нескольких дней циклон двигался в юго-западном направлении севернее Дарвина.
22 декабря по радио весь день передавали информацию о том, что циклон не представляет никакой угрозы для города. Однако рано утром 24 декабря, циклон Трейси обогнул Мыс Фаркрой на западной оконечности острова Батерст и направился прямиком к Дарвину.
К концу дня небо над Дарвином затянули тучи, пошёл ливень.
К 22 часам ветер усилился, а к полуночи стало ясно, что циклон пройдёт не мимо города, а ударит в самое его сердце.
После полуночи Трейси пронёсся прямо над городом, целиком накрыв его. Анемометр в аэропорту Дарвина зафиксировал скорость ветра 217 км/ч с порывами до 240 км/ч. Сильнейший ветер и ливень продолжался до самого утра.

## В ожидании циклона
В январе 1897 года и в марте 1937 года Дарвин уже страдал от тропических циклонов. Но город был слишком мал, чтобы ущерб от них был серьёзным. За 20 лет до удара Трейси, Дарвин претерпел сильные изменения. В Дарвине и его пригородах проживало около 43 000 человек в более чем 12 000 домов. Многие здания были построены с явными нарушениями, и были не способны выдержать удар стихии.
Из-за ошибок в расчётах, большинство жителей было не готово к приходу Трейси, поскольку считалось, что циклон минует город. Буквально за месяц до этого было предсказано, что циклон Сельма должен будет ударить по Дарвину. Но, изменив своё направление, циклон отправился на север, минуя Австралию. В результате циклон Трейси застал жителей врасплох. Несмотря на ряд предупреждений, жители Дарвина не только не эвакуировались, но даже не готовились к его приходу. Люди готовились к Рождеству, игнорируя сильнейший ветер и проливные дожди.
Журналист Билл Банбери проводил опрос местных жителей сразу после удара стихии. Позже эти материалы вошли в его книгу «Циклон Трейси: Изучая последствия» (англ. «Cyclone Tracy, picking up the pieces»).

Дон Лори, независимый кандидат на выборах 1971 года, г. Найтклифф:
«За десять дней до Трейси нас уже предупреждали о другом циклоне. Он все шёл, шёл, но так и не пришёл. Поэтому, когда мы услышали о Трейси, мы просто не придали этому значения»

Барбара Лэнгкернс, местная жительница:
«Ты считаешь, что тебя это никогда не коснётся. Жители Дарвина как жили своей жизнью, так и продолжали жить, не обращая внимания на предупреждения по радио»

## Основной удар
От удара стихии погиб 71 человек, 22 из которых находились в этот момент в открытом море, среди них 2 моряка Австралийского ВМФ. Первоначально сообщалось о 65 погибших. В 2005 году власти Северной территории официально объявили пропавших без вести — погибшими. 
Циклон Трейси нанёс огромный ущерб самому городу.
Информация о Трейси распространялась слишком медленно, ввиду того, что инфраструктура Дарвина была разрушена. К тому же было Рождество, и многие телекомпании в лучшем случае располагали только маленькими мобильными группами. Многие австралийцы узнали о трагедии лишь к вечеру.
В срочном порядке был организован штаб чрезвычайных ситуаций, состоявший из высокопоставленных чиновников и представителей полиции. На первой пресс-конференции жителей Австралии шокировало заявление о том, что города Дарвин больше не существует. В тот же день были мобилизованы войска для эвакуации оставшихся в живых жителей города. Тринадцать кораблей Австралийского ВМФ были задействованы в эвакуации. Это была крупнейшая операция за всю историю Австралии.

### Действия экстренных служб
После того, как циклон миновал, город столкнулся с рядом проблем. В первый день в больницу обратилось более 500 человек. В качестве временного убежища использовались чудом уцелевшие два здания театра. До 7 утра ничего не было известно о жертвах. В течение всей ночи в больницу поступали всё новые и новые раненые. Операционные не пустовали ни секунды. В конце следующего дня из Канберры прибыли дополнительные бригады врачей, а раненых стали эвакуировать в безопасные районы.
Связь в Дарвине отсутствовала полностью. Ретрансляторы по всему побережью были разрушены. Директор местной радиостанции Боб Хупер смог установить связь с другими радиолюбителями в Перте, Мельбурне и Таунсвилле благодаря тому, что у него был любительский радиопередатчик. Вскоре в залив Дарвин вошёл военный корабль, с помощью которого удалось наладить связь посредством Азбуки Морзе.
Оставшиеся в городе люди столкнулись с проблемой заражения опасными заболеваниями, такими как холера и брюшной тиф. В городе не было света, отсутствовала вода. Около 30 000 человек, оставшись без крыши над головой, были вынуждены искать убежища в местах, не отвечающих элементарным санитарно-гигиеническим нормам. Помощь пострадавшим оказывали волонтёры со всей страны. Была начата программа массовой вакцинации. Танкерами в Дарвин завозилась питьевая вода, была проложена временная канализация.
Армия занималась зачисткой города от трупов. Работа заняла примерно неделю. Проверенные дома помечались надписью S&C: «Проверено и зачищено» (англ. Searched and Cleared). Над городом распыляли карбофос для уничтожения переносчиков вредных заболеваний. Вместе с этим город начали очищать от мусора и производить работы по восстановлению гидротехнических сооружений.

### Эвакуация и общественный резонанс
Директор Департамента природных катастроф и полномочный представитель премьер-министра содружества на Северной территории прибыли в аэропорт Дарвина вечером 24 декабря, возглавив штаб чрезвычайных ситуаций. Было принято решение об эвакуации более 10 500 выживших на безопасное расстояние. Около 10 000 человек покинули Дарвин в течение первых двух недель. Однако оставшаяся часть жителей эвакуировалась медленнее, чем это предполагалось, ввиду отсутствия средств. Правительство Австралии выделило дополнительные деньги на завершение эвакуации.
В основном эвакуация проходила водным и наземным транспортом. Аэропорт был не пригоден для усиленной эксплуатации. Разрешалось совершать посадку только правительственным самолётам и самолётам Красного Креста, при этом не чаще, чем раз в полтора часа. В первую очередь были эвакуированы женщины, дети, старики и больные. Сообщалось о нескольких случаях, когда мужчины переодевались женщинами, чтобы побыстрее покинуть разрушенный Дарвин. К 31 декабря в городе в основном остались только мужчины, которые помогали в операции по восстановлению. Въезды в город были перекрыты. Это было сделано с целью недопущения возвращения жителей до конца операции.
После получения первых сигналов о катастрофе, австралийские общественные организации начали сбор средств в помощь пострадавшим. Центры были организованы в городах Катрин, Теннант-Крик и Алис-Спрингс. В последнем, за первые двадцать четыре часа было собрано более 100 000 долларов. В маленьких городах, расположенных вдоль Стюарт Хайвей (англ. Stuart Highway; шоссе Дарвин — Алис-Спрингс), были расположены мобильные группы помощи людям, бежавшим из Дарвина. На реке Аделаида местное население организовало пункты общественного питания для беженцев. На матче чемпионата Австралии по крикету в Мельбурне, игроки обеих команд прошли по трибунам с вёдрами для сбора средств пострадавшим от циклона Трейси.

## Последствия

### Влияние Трейси на Дарвин
В феврале 1975 года премьер-министр Гоф Уитлэм объявил о создании специальной комиссии, которой было дано задание восстановить Дарвин за пять лет. Разрушения Дарвина были настолько сильными, что некоторые эксперты предлагали просто перенести город в другое место. Тем не менее правительство настаивало на том, чтобы он был восстановлен именно на прежнем месте. Жители провели зиму в гостиницах, а также на борту океанского лайнера, так как к сентябрю 1975 года процесс реконструкции города так и не начался. Правительство резко раскритиковало темпы восстановления города и уже к апрелю в Дарвине сдали более 3000 домов. При строительстве были разработаны принципиально новые правила, которые имели своей целью не допустить повторения трагедии 1974 года. К 1978 году население Дарвина практически достигло уровня ноября 1974 года. К 1980 году Дарвин перестроили до неузнаваемости.
Многие записи, связанные с циклоном Трейси были засекречены и стали достоянием общественности лишь в 2005 году.

### Циклон Трейси в массовой культуре
Циклон Трейси вошёл в историю Австралии как экстраординарное событие, каких ещё не было. Одна из самых известных песен «Санта так и не добрался до Дарвина» (англ. Santa Never made it into Darwin) впервые была исполнена Биллом Кейтом в 1975 году на благотворительном концерте в фонд помощи пострадавшим в Дарвине.
В 1986 году компании Nine Network и PBL сняли мини-сериал о событиях 1974 года — «Циклон Трейси» (англ. «Cyclone Tracy») с Крисом Хайвудом и Трейси Манн в главных ролях.
Хеви-метал группа «Циклон Трейси» (англ. «Cyclone Tracy») названа в честь той катастрофы.